# Eckhardshausen
Eckhardshausen ist eine Wüstung in der Gemarkung Breitau, heute Teil von Sontra im Werra-Meißner-Kreis in Nordhessen.

## Lage
Die Wüstung liegt rund 1,5 km nordwestlich der Ortsmitte von Breitau und westlich unterhalb der Bundesstraße 400 im Ulfetal am Ausgang des Gangstals auf einer Höhe von 236 m. Nördlich der Wüstung liegt Krauthausen und westlich Weißenborn in etwa gleichem Abstand zur Wüstung wie Breitau im Süden.

## Geschichte
Im Bereich der ehemaligen Siedlung fand man auf einer Fläche von etwa 150 × 100 m knapp 500 Scherben, die etwa aus dem 10./11. bis 14./15. Jahrhundert stammen. Die urkundliche Ersterwähnung des Orts „Eckehardishusin“ wird auf das Jahr 1271 datiert, und bereits 1331 wird der Ort als wüst bezeichnet, als die Wüstung „Eckhardishusen“ ziegenhainisches Lehen des Friedrich von Romrod und des Ludwig von Baumbach wurde; dieses Lehen wurde 1385 nur noch von den Baumbach erneuert. 1344 verkaufte Heimbrod von Boyneburg zu Wildeck eine Manse in „Eckehardeshusen“ für 4 Mark an das Kloster Germerode. Ab 1489 war die Gemarkung der einstigen Siedlung Lehen der Landgrafschaft Hessen. Letztmals wurde „Eckershausen“ 1570 erwähnt.

## Sonstiges
Das zweigeteilte Naturschutz- und FFH-Gebiet Boyneburg und Schickeberg bei Breitau liegt östlich der heutigen Wüstung. Nur wenige hundert Meter nordöstlich der Wüstung liegt eine weitere Wüstung am Oberlauf des Gangstales, die ehemalige Siedlung Gangesthal.